# Веселеньке
Веселе́ньке — пасажирська зупинна залізнична платформа Луганської дирекції Донецької залізниці.
Розташована в Жовтневому районі міста Луганська, Луганської області на лінії Іллєнко — Родакове між станціями Луганськ-Північний (3 км) та Кіндрашівська (10 км).
Через військову агресію Росії на сході України транспортне сполучення припинене.